# Pius Jerlicz
Pius Jerlicz herbu Lis – stolnik owrucki  w latach 1766–1767, podczaszy owrucki w latach 1765–1766, wojski żytomierski w latach 1748–1765, rzekomy wojski kijowski w 1752 roku, rzekomy miecznik owrucki w 1739 roku.
Poseł na sejm 1752 roku z województwa kijowskiego. 
Deputat województwa kijowskiego na Trybunał Główny Koronny w 1762 roku.